# Échec et Mat (série télévisée, 1960)
Pour les articles homonymes, voir Échec et mat (homonymie).
Échec et Mat (Checkmate) est une série télévisée américaine en 70 épisodes de 50 minutes, en noir et blanc, créée par Eric Ambler et diffusée entre le 17 septembre 1960 et le 20 juin 1962 sur CBS.
En France, la série a été diffusée à partir du 13 juin 1965 sur la deuxième chaîne de l'ORTF.

## Synopsis
Au début des années 1960. Une agence privée, à San Francisco, intervient pour empêcher les crimes (avant qu'ils n'aient lieu).

## Distribution
- Anthony George : Don Corey
- Doug McClure : Jed Sills
- Sebastian Cabot : Dr Carl Hyatt
- Ken Lynch : lieutenant Thomas Brand
- Jack Betts : Chris Devlin

## Épisodes
24 épisodes ont été doublés en français.

### Première saison (1960-1961)
1. Mort se dévergonde (Death Runs Wild)
2. Voyage de Noce (Interrupted Honeymoon)
3. Le cyanure tactile (The Cyanide Touch)
4. Lady on the Brink
5. Visage dans la fenêtre (Face in the Window)
6. Fuyez (Runaway)
7. Cible : Tycoon (Target: Tycoon)
8. Ombre mortelle (Deadly Shadow)
9. La fracture foncé (The Dark Divide)
10. Moment de vérité (Moment of Truth)
11. Le Masque de Vengeance (The Mask of Vengeance)
12. Le jeu d'Assassiner (The Murder Game)
13. La Princesse dans la tour (The Princess in the Tower)
14. Légitime Défense (Terror from the East)
15. The Human Touch
16. Heures d'exécution (Hour of Execution)
17. Don't Believe a Word She Says
18. Laugh Till I Die
19. Between Two Guns
20. A Matter of Conscience
21. Mélodie pour Assassiner (Melody for Murder)
22. Phantom Lover
23. Le Don (The Gift)
24. Un pour le livre (One for the Book)
25. The Paper Killer
26. Jungle Castle
27. The Deadly Silence
28. Adieu, Griff (Goodbye, Griff)
29. La danse de la mort (Dance of Death)
30. Voyage dans la peur (Voyage Into Fear)
31. Des Clients Sérieux (Tight as a Drum)
32. Mort Programmée (Death by Design)
33. The Thrill Seeker
34. Vent chaud sur une ville froide (Hot Wind on a Cold Town)
35. A Slight Touch of Venom
36. État de choc (State of Shock)

### Seconde saison (1961-1962)
1. Portrait of a Man Running
2. The Button Down Break
3. The Heat of Passion
4. Waiting for Jocko
5. Through a Dark Glass
6. Juan Moreno's Body
7. Kill the Sound
8. The Crimson Pool
9. The Two of Us
10. Nice Guys Finish Last
11. To the Best of My Recollection
12. A Funny Thing Happened on My Way to the Game
13. The Star System
14. The Renaissance of Gussie Hill
15. A Very Rough Sketch
16. The Yacht-Club Gang
17. Death Beyond Recall
18. The Sound of Nervous Laughter
19. An Assassin Arrives, Andante
20. Remembrance of Crimes Past
21. The Heart Is a Handout
22. Brooding Fixation
23. A Chant of Silence
24. Trial by Midnight
25. Ride a Wild Horse
26. So Beats My Plastic Heart
27. In a Foreign Quarter
28. Referendum on Murder
29. The Someday Man
30. Rendezvous in Washington
31. The Bold and the Tough
32. Will the Real Killer Please Stand Up?
33. Down the Gardenia Path
34. Side by Side